# Lou Bernstein
Lou Bernstein, geboren Judah Leon Bernstein (New York, 28 februari 1911 – Boca Raton, 2 augustus 2005) was een Amerikaanse fotograaf en docent.

## Biografie
Bernstein groeide op aan de Lower East Side, een buurt in het New Yorkse stadsdeel Manhattan, als de oudste zoon van Joodse immigranten uit Roemenië. Hij kon zoals velen in die tijd zijn school niet afmaken, aangezien hij mee moest helpen in het onderhouden van het gezin van zijn ouders. In 1931 trouwde hij met Mildred Marder. Als gevolg van de Grote Depressie was het moeilijk werk vinden, uiteindelijk heeft hij zo'n tien jaar gewerkt op de scheepswerven van Brooklyn. Na de geboorte van hun eerste kind, gaf Mildred een camera (een Argus A2) cadeau aan haar echtgenoot om foto's te kunnen maken van hun dochter. Bernstein raakte geïnteresseerd in de fotografie en sloot zich eerst aan bij de Brooklyn Camera Club en in 1940 bij de Photo League van Sid Grossman. Grossman bleek een belangrijke leermeester voor Bernstein, maar dit gold ook voor dichter en filosoof Eli Siegel die Bernstein introduceerde in zijn gedachtegoed over het esthetisch realisme.
Bernstein heeft voornamelijk foto's gemaakt in zijn directe omgeving, stillevens en studioportretten trokken hem niet aan. Bernstein beperkte zich tot de stadsgrenzen van New York en ging regelmatig terug naar de plekken, thema's en personen die hij eerder al had gefotografeerd. Zelf zei Bernstein hierover:
"Frankly, I think there's as much variety in my own back yard as there is in a thousand miles of travel. Love, hate, joy, grief, comedy, tragedy - if s all right here. All you have to do is look for it. Why go any further?"
Een van de plekken waar hij veelvuldig kwam in een periode van dertig jaar was het New York Aquarium. Al vroeg in de ochtend voor openingstijd maakte hij hier zijn intieme en wetenschappelijk onthullende foto's. Van de vele foto's in het aquarium is in 1992 een boek uitgegeven met foto's en commentaar van Bernstein en beschrijvingen en uitleg van Louis E. Garibaldi (toenmalig directeur van het Aquarium). Ook heeft hij naar aanleiding van zijn ervaringen in het Aquarium jarenlang een fotografiecursus gegeven met de titel Aquatic Awareness.
Bernstein wilde geen professionele fotograaf worden door met behulp van opdrachten zijn brood te verdienen. Wel wilde hij graag meer betrokken raken bij de gemeenschap van fotografen en om die reden ging hij werken als verkoper in een van de grootste fotografiezaken van New York, dit zou hij blijven doen tot aan zijn pensioen in 1973. Vanaf achter de toonbank ontmoette Bernstein honderden fotografen, van amateurs tot opmerkelijke fotografen, zoals Edward Steichen, W. Eugene Smith en Ernst Haas. Bernstein werd gezien als de "the photographer's photographer" (de fotograaf van fotografen).
Naast het zelf fotograferen en het volgen van studies ontwikkelde Bernstein zichzelf ook in het doceren van fotografie. Hij deed dit door middel van privélessen aan huis maar had ook diverse aanstellingen om les te geven. Zo gaf hij les aan de Cooper Union en aan de Phoenix School for Art and Design.

## Exposities
Het werk van Bernstein werd reeds vanaf 1948 opgenomen in diverse tentoonstellingen, wereldwijde erkenning kreeg hij in 1955 toen twee van zijn foto's door Edward Steichen werden opgenomen in de inmiddels monumentale tentoonstelling The Family of Man. In de jaren daarna is zijn werk onderdeel geweest van tentoonstellingen van o.a. de United States Information Agency, Museum of Modern Art, Expo '67 in Montreal, Photokina in Keulen, het Brooklyn Museum, de National Gallery of Canada en The Museum of Fine Arts in Houston.
In 1980 werd Bernstein beloond voor zijn werk met een eigen tentoonstelling in het International Center of Photography (ICP) van New York: Lou Bernstein: A Retrospective Look. Fondiller (1981) geeft aan dat het werk van Bernstein het adagium van Voltaire, het past een man om zijn eigen tuin te cultiveren, lijkt te bevestigen.

## Collecties (selectie)
Het werk van Bernstein is opgenomen in de collecties van een aantal gerenommeerde musea, waaronder :
- The Museum of Modern Art, New York
- Museum Chateau de Clervaux, Clervaux, Luxemburg
- The Museum of Fine Arts, Houston
- The International Center of Photography, New York
- Jewish Museum, New York